# Lisowicia
Lisowicia är ett utdött släkte av dicynodonter som levde under trias i Polen för omkring 252 till 201 miljoner år sedan.
Det är den största synapsiden som någonsin upptäckts och var lika stor som dagens elefanter. Arten är döpt efter den polska byn Lisowice, och upptäcktes 2005 och namngavs 2019. Som de flesta i dess familj var Lisowicia en växtätare och vägde runt 9 ton och var 2,6 meter hög. Enligt paleontologen Grzegorz Niedzwiedzki, måste arter inom gruppen dicynodonter genomgått gigantism precis som många arter av prosauropoder under den sena triasperioden, men påpekade att utvecklingen hos dessa arter under den tiden är inte väl dokumenterat eller undersökt. 